# Blackout (álbum de Hed PE)
Blackout é o terceiro álbum de estúdio da banda Hed PE, lançado a 18 de Março de 2003.
O disco atingiu o nº 33 da Billboard 200, enquanto o single de mesmo nome atingiu o nº 21 do Hot Mainstream Rock Tracks e o nº 32 do Hot Modern Rock Tracks. O segundo single "Other Side", atingiu o nº 40 do Hot Mainstream Rock Tracks. O disco atingiu igualmente o nº 102 no Reino Unido.
| Críticas profissionais                                                      | Críticas profissionais |
| Avaliações da crítica                                                       | Avaliações da crítica  |
| Fonte                                                                       | Avaliação              |
| --------------------------------------------------------------------------- | ---------------------- |
| allmusic                                                                    | [ 4 ]                  |
| Rolling Stone                                                               | [ 5 ]                  |
| Esta tabela precisa de ser acompanhada por texto em prosa. Consulte o guia. |                        |

## Faixas
1. "Suck it Up" - 3:56
2. "Bury Me" - 3:04
3. "Dangerous" - 3:25
4. "Blackout" - 3:53
5. "Get Away" - 3:16
6. "Crazy Life" - 3:42
7. "Half the Man" - 4:42
8. "The Only One" - 3:34
9. "Other Side" - 3:35
10. "Flesh and Bone" - 3:47
11. "Octopussy" - 0:44
12. "Carnivale" - 3:58
13. "Fallen" - 4:01
14. "Revelations" - 3:52

## Créditos
- M.C.U.D. — Vocal
- Mawk — Baixo
- Wesstyle — Guitarra
- Chizad — Guitarra, vocal
- B.C. — Bateria, percussão
- DJ Product ©1969 — DJ